# ناکاجیما ایی۲ان
ناکاجیما ایی۲ان (به انگلیسی: Nakajima_E2N) یک هواگرد ملخ‌پیشین تک‌موتوره از نوع عملیات شناسایی هواپیمای آب‌نشین ساخت شرکت شرکت هواپیمای ناکاجیما است. این هواگرد در سال ۱۹۲۷ میلادی رسماً معرفی گردید و در سال‌های ۱۹۲۷–۱۹۲۹ تولید شده‌است. در مجموع، تعداد ۸۰ فروند از این هواگرد ساخته شده‌است.